# Генеральний план Києва 1938
Генеральний план Києва 1938 року — генеральний план міста Києва розроблений групою архітекторів на чолі з Павлом Хаустовим у 1934—1936 роках. Затверджений у 1938 році.
Генеральний план регламентував загальний територіальний розвиток міста, характеризувався закругленням його території і компактним її освоєнням. Розвиток Києва було передбачено не лише на правому, а й на лівому березі Дніпра. Це був перший радянський генеральний план, в ньому була визначена чітко пріоритетна робітнича професія столиці — точне машино- та приладобудування. Значна увага приділялась реконструкції старих, освоєних районів Києва, та розробці нових районів.
Вся житлова територія (в місті тоді мешкало близько 750 тисяч осіб) ділилась на райони з визначеними в них центрами, в яких зосереджувались культурно-побутові установи (Центр, Петрівка, Куренівка, Лук'янівка, Жовтнівка, Святошино, Караваєві дачі, Січнівка, Сталінка, Печерсько-Звіринецький та Лівобережний райони). Новими житловими районами було названо Печерськ, Звіринець, Лук'янівку, Сирець, Пріорку, Борщагівку. Пропонуючи нові райони інтенсивної промислової забудови, фахівці першою назвали Нижню Теличку, де пропонувалось розмістити виробництво, яке потребує зручного зв'язку з водним, залізничним транспортом. Другим важливим промисловим районом назвали район Святошино. Тут було передбачено розміщення шести заводів, трьох фабрик, друкарні та інше. За планом Павла Хаустова значного розмаху набули роботи по будівництву дніпровського водопроводу. На той час артезіанський водопровід вже не міг більше задовольняти потреби зростаючого населення і промисловості міста. Вкладались великі асигнування на будівництво міського колектора. Значна увага приділялась міському транспортові, зокрема розвиткові нового для Києва транспорту — тролейбусного.
Пропозиції щодо забудови столиці зводились до розміщення урядового центру на Володимирській вулиці та на майдані Героїв Перекопу. У проекті не залишалось місця для пам'яток архітектури. В результаті реалізації так званої «соціалістичної реконструкції» столиці України були знищені понад 100 найкращих споруд 12—20 століть. Колишнє місто церков і монастирів мало перетворитись на архітектурно завершений культурний центр.
Одночасно з будівництвом Урядового центру планом передбачалось зведення ряду громадських будівель республіканського значення. Це — Верховна Рада УРСР і НКВС, облаштування нової набережної від мосту імені Є. Бош до Поштового майдану, на місці знищеного кладовища «Аскольдова могила» створення найбільшого в Європі зеленого театру на 35 000 місць та інше. У розробці архітектурно-планувальної частини генплану брали участь архітектори Володимир Заболотний, Михайло Гречина,  Адріан Матушевич, Петро Юрченко.